# Передача Макао КНР

Герб Макао у складі КНР

Передача Макао Китаю (офіційно: «передача Португальською республікою суверенітету над Макао Китайській Народній республіці» 20 грудня 1999 р.) — частина деколонізаційного процесу, ознаменувала кінець існування Португальської колоніальної імперії. Макао став другим особливим адміністративним регіоном Китаю в рамках політики «Одна країна, дві системи». До 2049 р. Португальська мова зберігає статус офіційної, поряд з китайською. Одним з основних наслідків передачі став масовий наплив іммігрантів з КНР, які складають до 40% населення регіону.

## Передумови
Дату передачі Макао КНР встановила Спільна китайсько-португальська декларація з питання Макао, підписана після довгих переговорів в Пекіні 13 квітня 1987 р.

## Церемонія передачі
19 грудня 1999 року 127-й португальський губернатор Макао Васко Жуакім Рока Війєра спустив португальський прапор в Макао, що означало факт перетворення Макао в особливий адміністративний район КНР. Офіційна передача суверенітету над територією завершилася опівночі в культурному центрі ботанічного саду Макао. Урочисті заходи розпочалися увечері і закінчилися на світанку 20 грудня.